# 다마노이역
다마노이역(일본어: 玉ノ井駅)은 일본 아이치현 이치노미야시에 위치한 나고야 철도 비사이선의 철도역이다. 역 번호는 BS 24이며, 단선 승강장 1면 1선의 구조를 갖춘 지상역이다.

## 타는 곳
| ■ 비사이 선 | 상행 | 이치노미야 방면 |

## 이용 현황
- 2013년 기준 : 1,544명

## 역 주변
- 가모 신사

## 인접 역
| 나고야 철도 비사이선     | 나고야 철도 비사이선 | 나고야 철도 비사이선 |
| ------------------------ | -------------------- | -------------------- |
| BS 23 오쿠초 야토미 방면 | ■ 비사이선           | 시·종착역            |